# Caesalpinia kavaiensis
Caesalpinia kavaiensis là một loài thực vật có hoa hiếm trong họ Đậu, Fabaceae, đây là loài đặc hữu của Hawaii. Nó bị đe dọa do mất môi trường sống.